# Aigues-Vives, Ariège
Aigues-Vives är en kommun i departementet Ariège i regionen Occitanien i södra Frankrike. Kommunen ligger  i kantonen Mirepoix som ligger i arrondissementet Pamiers. År 2022 hade Aigues-Vives 631 invånare.

## Befolkningsutveckling
Antalet invånare i kommunen Aigues-Vives
Referens: INSEE

## Galleri

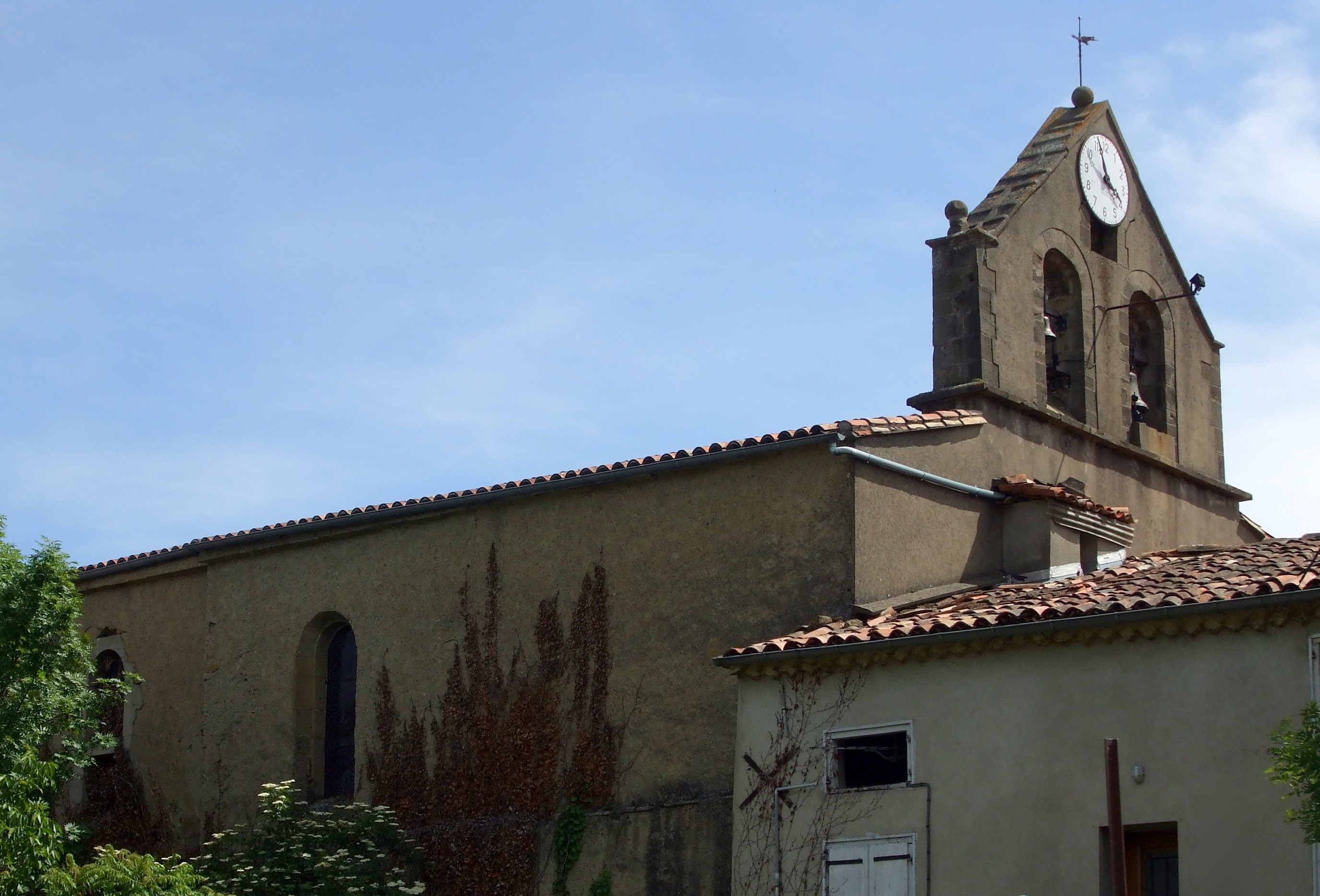
Kyrkan
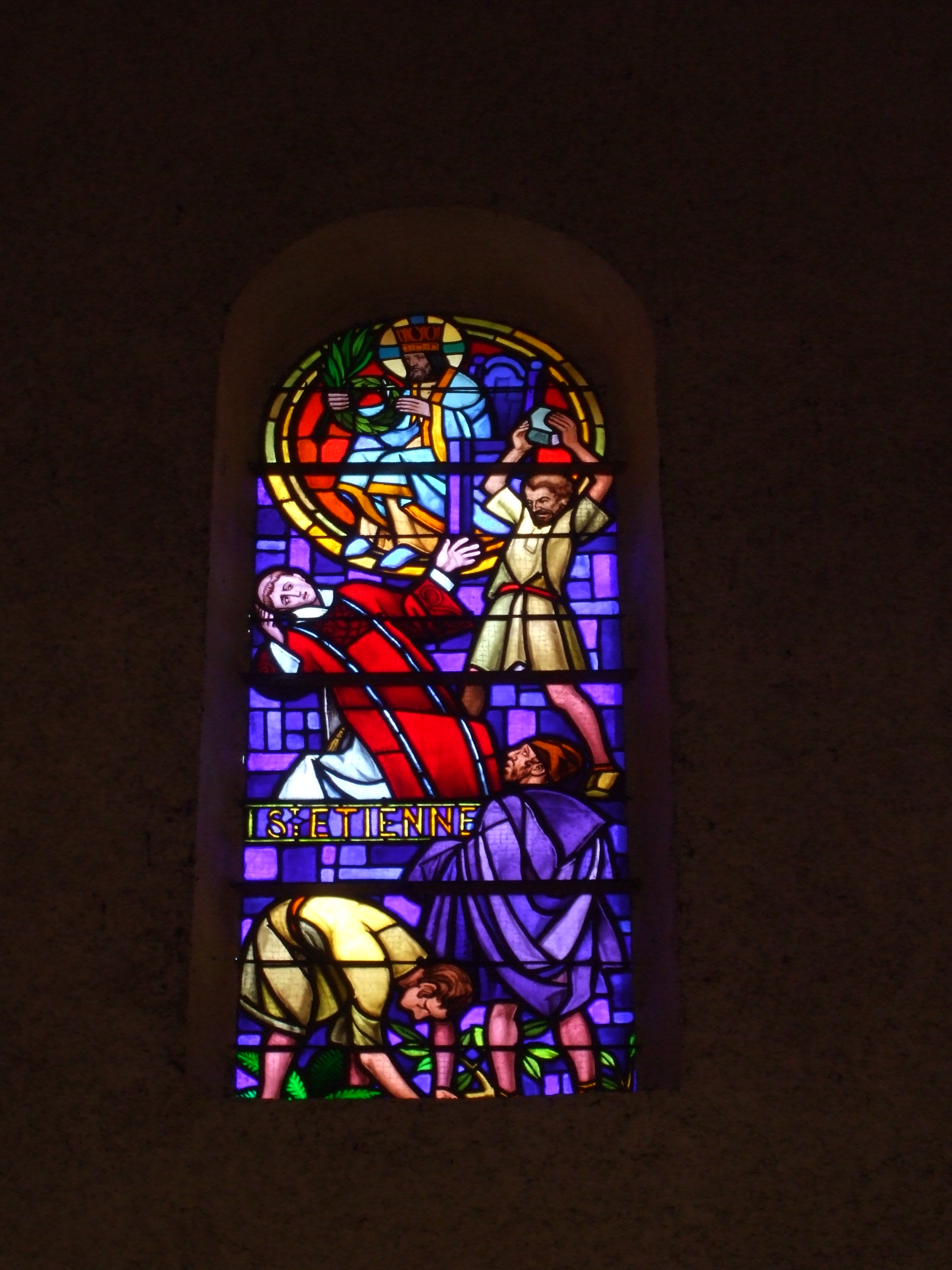
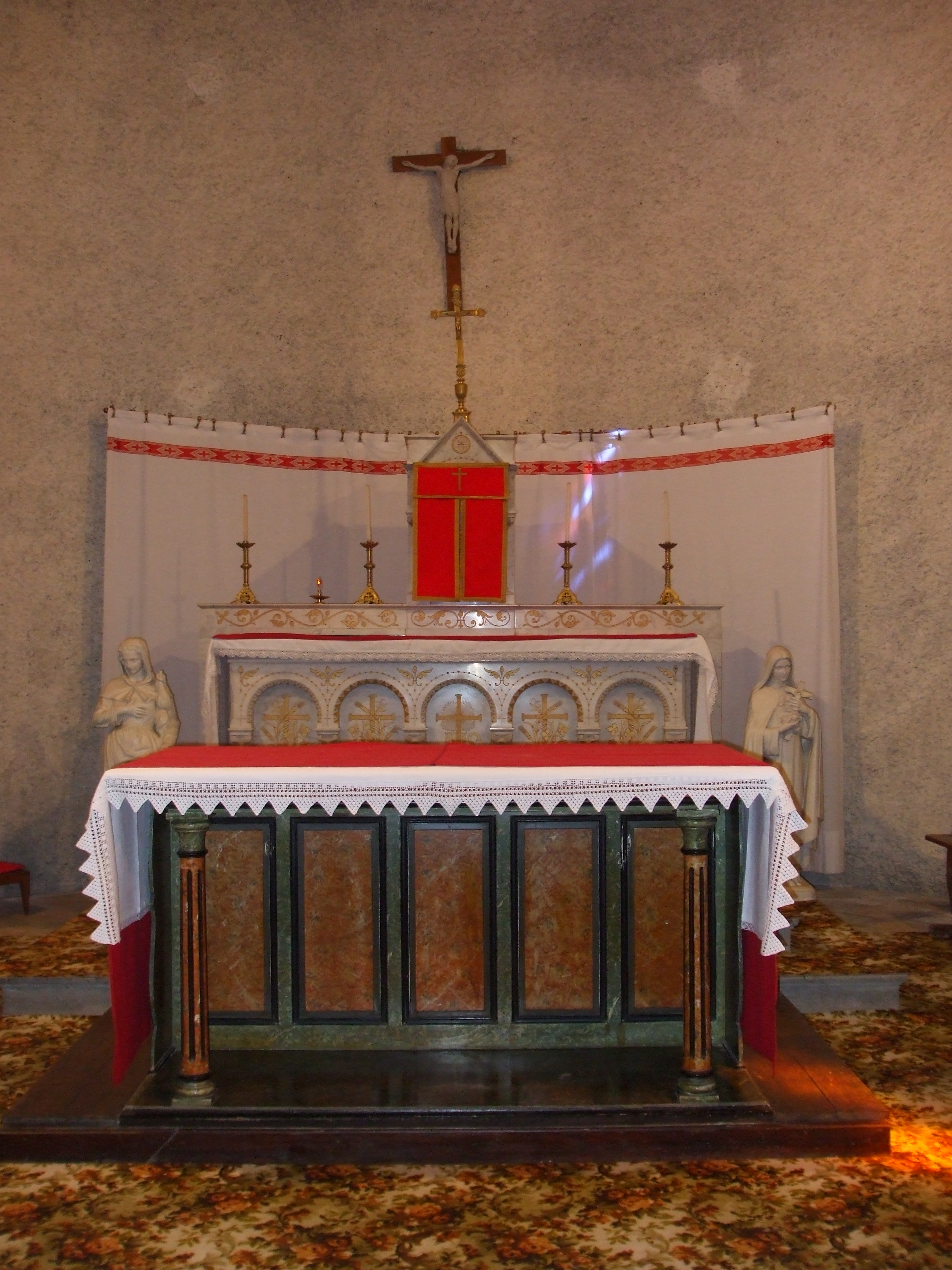